# Élections constituantes de 1946 dans le Puy-de-Dôme
Les élections constituantes françaises de 1946 se tiennent le 2 juin. Ce sont les deuxièmes élections constituantes, après le rejet du projet de Constitution française du 19 avril 1946 lors du référendum du 5 mai.

## Mode de scrutin
L'assemblée constituante est composée de 586 sièges pourvus au scrutin proportionnel plurinominal suivant la règle de la plus forte moyenne dans chaque département, sans panachage ni vote préférentiel.
Dans le département du Puy-de-Dôme, six députés sont à élire.

## Élus
| Député sortant    | Parti | Parti   | Député élu ou réélu | Parti | Parti   |
| ----------------- | ----- | ------- | ------------------- | ----- | ------- |
| Pierre Besset     |       | PCF     | Pierre Besset       |       | PCF     |
| Jean Curabet      |       | PCF     | Joseph Dixmier      |       | Paysan  |
| Adrien Mabrut     |       | SFIO    | Adrien Mabrut       |       | SFIO    |
| Francis Dassaud   |       | SFIO    | Eugène Chassaing    |       | Rad-soc |
| Jacques Bardoux   |       | Paysan  | Jacques Bardoux     |       | Paysan  |
| Alexandre Varenne |       | Rad-soc | Alexandre Varenne   |       | UDSR    |

## Résultats

### Résultats à l'échelle du département
| Parti    | Parti      | Tête de liste     | Résultats | Résultats | Sièges |  |
| Parti    | Parti      | Tête de liste     | Voix      | %         |        |  |
| -------- | ---------- | ----------------- | --------- | --------- | ------ |  |
|          | Paysan     | Jacques Bardoux   | 52 340    | 22,19     | 2 1    |  |
|          | RGR        | Alexandre Varenne | 51 424    | 21,80     | 2 1    |  |
|          | SFIO       | Adrien Mabrut     | 50 255    | 21,30     | 1 1    |  |
|          | PCF        | Pierre Besset     | 49 836    | 21,13     | 1 1    |  |
|          | MRP        | André Noël        | 23 648    | 10,03     | -      |  |
|          | SFIO diss. | Camille Vacant    | 5 491     | 2,33      | -      |  |
|          | PCI        | Gérard Bloch      | 2 896     | 1,23      | -      |  |
|          |            |                   |           |           |        |  |
| Inscrits | Inscrits   | Inscrits          | 312 066   | 100,00    | 6      |  |
| Votants  | Votants    | Votants           | 238 938   | 76,57     |        |  |
| Exprimés | Exprimés   | Exprimés          | 235 890   | 97,72     |        |  |